# 特雷爾灣
68°5′S 65°20′W / 68.083°S 65.333°W
特雷爾灣（英語：Trail Inlet），是南極洲的海灣，位於葛拉漢地的法利埃海岸，處於斯里斯萊斯冰原島峰和弗里曼角之間，長28公里，澳大利亞探險家在1928年12月20日發現，現時由南極條約體系管理。